# Патера Локи
Патера Локи — крупнейшая вулканическая впадина на спутнике Юпитера Ио, диаметром 250 км. Названа по имени Локи — бога хитрости и обмана в германо-скандинавской мифологии.
Измерения теплового излучения патеры Локи, проведённые Вояджером-1, указали на наличие в ней серного вулканизма.
К юго-западу от патеры Локи расположена патера Ра, к северу — патера Аматерасу, а к северо-западу — патера Мануа.

## Строение
Такие ионизированные лавовые озёра, как патера Локи, являются впадинами, частично заполненными расплавленной лавой, покрытой тонкой затвердевшей коркой. Эти озёра напрямую сообщаются с резервуаром магмы прямо под ними. Обзор теплового излучения нескольких ионизированных лавовых озёр указал на расплавление скал вдоль края патеры, происходящее вследствие прорыва лавы из-под корки озера на его краю. Далее, поскольку застывшая лава плотнее, чем расплавленная лава снизу, эта корка может тонуть, повышая тепловое излучение вулкана. В таких местах, как патера Локи, это может происходить эпизодически. Во время подобных событий Локи может излучать в 10 раз больше тепла, чем когда её корка стабильна. Во время извержения, волна от тонущей корки распространяется вокруг патеры примерно на 1 км в день, пока всё озеро вновь не покроется коркой. Но как только новая корка остывает и утолщается настолько, что больше не может плавать на расплавленной лаве, может начаться новое извержение.